# ティン・パン・アレー (バンド)
ティン・パン・アレー は、1973年に結成された日本のバンド。所属していた事務所は桑原オフィス（後にティン・パン・アレイ・オフィスに名前を変える）。

## 概略
細野晴臣、鈴木茂、林立夫、松任谷正隆（後に佐藤博が参加）からなる音楽ユニット。バンド名の由来は、アメリカのティン・パン・アレーに細野の好きなアーティストが多く活躍していたことによる。

### キャラメル・ママからティン・パン・アレーへ
当初は「キャラメル・ママ」名義で活動。その後、1974年にティン・パン・アレーにバンド名を変更しているが、バンド名以外は同じバンドである。
オリジナルとしては、『キャラメル・ママ』（1975年）と『TIN PAN ALLEY 2』（1977年）の2枚のアルバムを発表した。
1975年には、日本テレビのドラマ『はぐれ刑事』と日活の映画『宵待草』の音楽を担当。
このユニットは「ロック・バンド」というよりは、「音楽プロデュース・チーム」としての色彩が濃く、2枚のオリジナル・アルバムよりも、荒井由実、雪村いづみ、いしだあゆみなどの演奏やプロデュースが目立つ。
各メンバーの多忙により、1970年代後半には自然消滅。

### Tin Panとして復活
2000年に「Tin Pan」名義で復活した。メンバーは、細野、鈴木、林の3人。アルバム『Tin Pan』を同年に発表。オリジナルメンバーだった松任谷正隆は前記アルバムには不参加だが、本バンドが演奏に参加した1998年の松任谷由実のベストアルバム『Neue Musik』に新曲として収録された「groove in retro」と「愛は…I can't wait for you, anymore」ではキーボードで参加している。同時期の他の参加作品には、1999年のChappieのシングル「水中メガネ/七夕の夜、君に逢いたい」がある。
2013年には、大貫妙子のトリビュートアルバム『大貫妙子トリビュート・アルバム -Tribute to Taeko Onuki-』に、上記3人のほか松任谷正隆を加え「キャラメル・ママ」名義で、松任谷由実と共に参加した。
2014年には、矢野顕子の「さとがえるコンサート」に細野、鈴木、林が参加し、翌年、ライブアルバム『さとがえるコンサート』が発売された。
2018年末、NHK紅白歌合戦に松任谷由実のバックバンドとして鈴木、松任谷、林が参加し、「やさしさに包まれたなら」を演奏する。この時は細野に代わり、かつて鈴木、林とバンドを組んでいた小原礼がベースで参加している。

## ディスコグラフィー

### シングル
- 「宵待草」のテーマ/冬の出逢い（1975年）
  - 日活の同名映画のテーマ曲。「「宵待草」のテーマ」は、細野晴臣のアルバム『トロピカル･ダンディー』収録の「漂流記」のインストバージョンの別バージョンで、B面の「冬の出逢い」はリミックスされて「三時の子守唄」として同じくアルバム『トロピカル･ダンディー』に収録されている。「「宵待草」のテーマ」のシングルバージョンは、後にメンバーである細野晴臣のボックスセット『HARRY HOSONO CROWN YEARS 1974-1977』の『トロピカル・ダンディー』のボーナストラックにショートバージョンであるパートⅡと共に収録された。ちなみにシングルバージョンにはパートⅠと記されている。なお、「冬の出逢い」のシングルバージョンは収録されなかった。ギターは伊藤銀次だが、これはメンバーの鈴木茂がアルバム『BAND WAGON』のレコーディングで渡米していたからである。

### オリジナル・アルバム
- キャラメル・ママ （1975年11月25日）
- TIN PAN ALLEY 2 （1977年9月5日）
- メルヘン・ポップ （1979年9月5日、1985年12月16日 リズムであそぼう/よいこの童謡）
- Tin Pan（Tin Pan名義の作品） （2000年11月22日）[3]

### 編集盤
- YELLOW MAGIC CARNIVAL
- ヒストリー
- TIN PAN ALLEY & MEMBERS BOX
- ティン・パン・アレー ベスト15
- ティン・パン・アレー ベスト12

### 参加作品
- スーパー・ジェネレイション - 雪村いづみ+服部良一+キャラメル・ママ名義
- アワー・コネクション - いしだあゆみとティン・パン・アレー・ファミリー名義
- ソウル・サンバ - 前田憲男とティン・パン・アレー名義（松任谷正隆は不参加）
- さとがえるコンサート - 矢野顕子との共同名義
- 矢野顕子+TIN PAN PART II さとがえるコンサート - 同上
- ロニー・バロン - 『スマイル・オブ・ライフ』(1978年)

## 楽曲提供
- はぐれ刑事（1975年、日本テレビ系。音楽を担当したテレビドラマ）
- 宵待草（1975年、日活。音楽を担当した映画）

## 演奏参加・プロデュースを手がけたアーティスト
- アグネス・チャン
- 荒井由実(松任谷由実)
- いしだあゆみ
- 小坂忠
- 鈴木慶一
- 南沙織
- Chappie
- 矢野顕子
- やまがたすみこ
- 雪村いづみ
- 吉田美奈子
- ザ・スリー・ディグリーズ
- 薬師丸ひろ子（シングル『探偵物語』）

## 関連ミュージシャン
- 伊藤銀次
- 大貫妙子
- 久保田麻琴
- 後藤次利
- 斉藤ノブ
- 坂本龍一
- 佐藤博
- 高中正義
- 南佳孝
- 山下達郎